# Murcia furcata
Murcia furcata är en kvalsterart som först beskrevs av Schweizer 1956.  Murcia furcata ingår i släktet Murcia och familjen Ceratozetidae. Inga underarter finns listade i Catalogue of Life.